# Lecanactis californica
Lecanactis californica är en lavart som beskrevs av Tuck. Lecanactis californica ingår i släktet Lecanactis och familjen Roccellaceae.   Inga underarter finns listade i Catalogue of Life.